# Xã Ward, Quận Moody, Nam Dakota
Xã Ward (tiếng Anh: Ward Township) là một xã thuộc quận Moody, tiểu bang Nam Dakota, Hoa Kỳ. Năm 2010, dân số của xã này là 66 người.